# Pholidoscelis dorsalis
Pholidoscelis dorsalis är en art i familjen tejuödlor som förekommer på Jamaica.

## Utseende
Enligt en avbildning på webbplatsen Amphibians and reptiles of Caribbean Islands av zoologen Stephen Blair Hedges har arten en gråbrun ovansida, en spetsig nos, påfallande långa tår vid bakfötterna och turkosfärgade fläckar på bålens sidor med en mörkbrun strimma ovanför. Ryggens topp har inslag av gult.

## Utbredning
Arten har flera från varandra skilda populationer vid öns kustlinje. Den vistas i områden upp till 50 meter över havet. Habitatet utgörs av sanddyner och andra gräsmarker med slideväxter av släktet Coccoloba och med grobladsväxter. Ödlan besöker även trädgårdar.

## Ekologi
Individerna äter växtdelar och olika smådjur. Även kannibalism förekommer. Honor lägger ägg.

## Status
Beståndet hotas av introducerade fiender som indisk mungo, tamkatt och troligen hund. Även stormar kan påverka populationen negativ. Oklart är vilken effekt klimatförändringar och havsnivåns höjning har. Vid viken Portland Bight inrättades en skyddszon. På grund av den begränsade utbredning och beståndets uppdelning i flera mindre populationer listas Pholidoscelis dorsalis av IUCN som starkt hotad (EN).